# Asserlund
Asserlund är en bebyggelse öster om Tjolöholm i Fjärås socken i Kungsbacka kommun. Mellan 2015 och 2020 avgränsade SCB här en småort.